# Le Flon (Fribourg)
Pour les articles homonymes, voir Le Flon.
Le Flon est une commune suisse du canton de Fribourg, située dans le district de la Veveyse.

## Histoire
Le Flon a été créé en 2004 par la fusion des anciennes communes de Bouloz, Pont et Porsel.

## Géographie
Selon l'Office fédéral de la statistique, Le Flon mesure 9,58 km2. 5,6 % de cette superficie correspond à des surfaces d'habitat ou d'infrastructure, 73,8 % à des surfaces agricoles, 20,0 % à des surfaces boisées et 0,6 % à des surfaces improductives.
Le Flon est limitrophe de Chapelle, La Verrerie, Rue, Saint-Martin, Siviriez, Ursy, Vuisternens-devant-Romont ainsi qu'Oron dans le canton de Vaud.

## Démographie
Selon l'Office fédéral de la statistique, Le Flon compte 1 193 habitants à la fin 2022. Sa densité de population atteint 125 hab./km2.
Le graphique suivant résume l'évolution de la population de Le Flon entre 1850 et 2008 :